# Кечвајо
Кечвајо (енгл. Cetewayo, Ketshwayo, 1834-1884) је био последњи краљ (1873-1879) племена Зулу у североисточном делу Натала (Јужноафричка република).

## Живот и рад
Кечвајо се 1878. супротставио британској експанзији у јужној Африци, и у бици код Исандлване (22. јануара 1879) победио је британску војску. У новом походу Британци су му у бици код Улундија (4. јула 1879) нанели одлучујући пораз и заробили га. Покушај Велике Британије да га 1883. поново врати на престо, наишао је на отпор племенских поглавица.